# سيس فان دونغن
سيس فان دونغن (بالهولندية: Cees van Dongen) كان متسابق دراجات نارية هولندي. نافس في سباقات بطولة العالم لفئة 125 سي سي ولفئة 50 سي سي. بدأ المنافسة في بطولة العالم سنة 1964. أفضل موسم له كان موسم سنة 1969 عندما جاء في المركز الثالث في بطولة العالم خلف كل من ديف سيموندز وديتر براون.